# 贝日阿托氏菌科
贝日阿托氏菌科（学名：Beggiatoaceae）为硫髮菌目的一科细菌。此科的模式属为贝日阿托氏菌属(Beggiatoa)。

## 下级分类
本科包括以下属：
- 贝日阿托氏菌属 Beggiatoa Trevisan, 1842
- 柔发菌属 Thioflexithrix Gureeva et al., 2019